# Disharmonic Orchestra
A Disharmonic Orchestra ("diszharmonikus zenekar") osztrák metalegyüttes. Főleg a death metal és a grindcore műfajokban játszanak, de a progresszív death metal és avantgárd metal műfajokban is szerepelnek. Utóbbi két műfajra pályafutásuk későbbi szakaszában tértek át.

## Története
1987-ben alakultak Klagenfurtban. Először két demót dobtak piacra 1988-ban, első kiadványuk egy split lemez volt a honfitárs Pungent Stench együttessel 1989-ben. Ezután még egy EP-t megjelentettek, első nagylemezüket 1990-ben adták ki. Még pár albumot megjelentettek, majd 1995-ben feloszlottak. 2001-ben újraalakultak, első kiadványuk egy 2002-es CD volt. 2016-ban, hosszú várakozás után új stúdióalbumot jelentettek meg. Lemezeiket a Nuclear Blast illetve Steamhammer Records kiadók adják ki.

## Tagjai
- Patrick Klopf - gitár, ének (1987–)
- Martin Messner - dobok (1987–)
- Hoimar Wotawa - basszusgitár (2008–)

Volt tagok:
- Herald Bezdek - gitár (1987–1988)
- Herwig Zamernik - basszusgitár (1988–2008)

## Diszkográfia
- The Unequalled Visual Response Mechanism - demó, 1988
- Requiem for the Forest - demó, 1988
- Split lemez a Pungent Stench-csel - 1989
- Successive Substitution - EP, 1989
- Expositionsprophylaxe - nagylemez, 1990
- Not to Be Undimensional Conscious - nagylemez, 1992
- Mind Seduction - kislemez, 1992
- Pleasuredome - nagylemez,1994
- Ahead - nagylemez, 2002
- Fear of Angst - nagylemez, 2016